# شوایچی اوزاوا

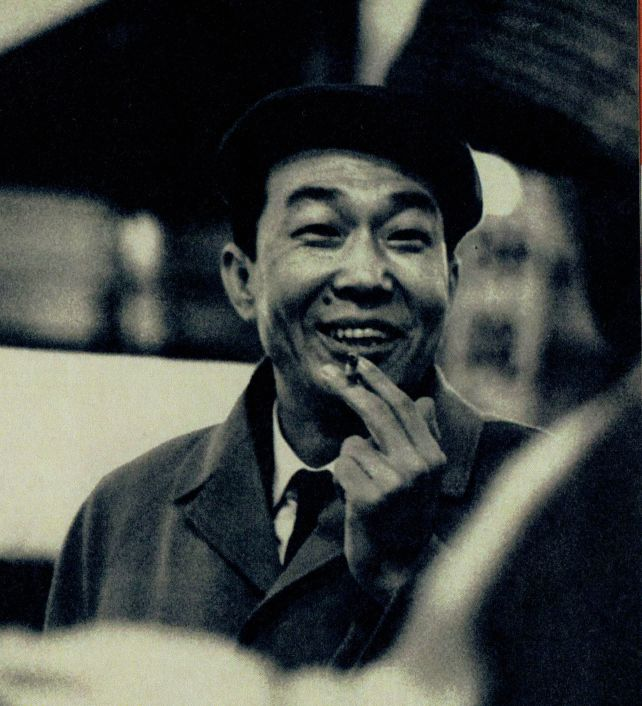
نگاره‌ای از شوایچی اوزاوا، هنرمند ژاپنی - ۱۹۶۷

شوایچی اوزاوا (به ژاپنی: 小沢 昭一 Ozawa Shōichi) (۶ آوریل، ۱۹۲۹ – ۱۰ دسامبر، ۲۰۱۲) بازیگر، مجری رادیو، خواننده و محقق برجسته و متخصص در هنرهای عامیانه ژاپنی بود.